# بوب وينستون
بوب وينستون (بالإنجليزية: Bob Winston)‏ هو لاعب كرة قدم أمريكية أمريكي، ولد في 17 ديسمبر 1891 في أوكسفورد في الولايات المتحدة، وتوفي في 10 أغسطس 1970 في رالي في الولايات المتحدة.